# Saison 2022-2023 du Marseille Hockey Club
Saison précédente Saison suivante
La saison 2022-2023 du Marseille Hockey Club est la onzième de l'histoire du club.

L'équipe est entraînée par Luc Tardif Junior.

## Avant-saison
Après une saison décevante sur le plan comptable avec seulement une 9e place, les Spartiates font peau neuve. Si certains cadres français sont conservés, une page se tourne avec le départ en retraite du capitaine Nicolas Deshaies, Marcelle arrête également sa carrière. En défense Lucas Turlure et Lucas Villain quittent également le club. Villain rejoint la Ligue Magnus (Nice) tout comme les attaquants Thomas Raby (Briançon) et Gaëtan Villiot qui signe à Nice également. Pietilä et Dmitritchev rejoignent eux la Division 2 et les Phénix de Reims, après une saison en dessous des attentes ils descendent d'une division. Le club perd également Ruotsalainen et surtout Maslovskis qui a remporté le titre de meilleur passeur de la division en saison régulière. La quatrième ligne change d'air également, après le départ de Raby, c'est Cerdà et Roudadoux qui quittent le club pour Neuilly et Chambéry.
Pour pallier tous ces départs, le club continue de miser sur la jeunesse française avec les arrivées de Florian Gourdin et Théo Vialatte internationaux U20 qui arrivent de Clermont. Deux joueurs arrivent de Ligue Magnus, Bortino rejoint lui le club à temps plein après 2 saisons en licence bleue en provenance des Rapaces de Gap tandis qu'Andréa Palat arrive après avoir évolué à l'Hormadi Anglet et chez les Boxers de Bordeaux. Suivant les pas de Lucas Villain, Marius Ceret rejoint les Spartiates en provenance des U20 de Rouen. Gap envoie 3 nouveaux jeunes joueurs en licence bleue à Marseille, les défenseurs Faure et Forestier et l'attaquant Escallier. Pour encadrer cette jeunesse, le club va s'appuyer sur les retours de Florent Aubé et Deniss Baškatovs mais aussi en signant les expérimentés Birziņš et Anossov. Enfin, Maxime Leroux arrive après 3 saisons en Division 2, il retrouve notamment plusieurs anciens coéquipiers en équipes jeunes de Strasbourg (Chausserie-Laprée, Maxence Leroux, Morillon). La signature de Gajarský (international jeune tchèque) clôture le recrutement.

### Matchs amicaux
4 matchs amicaux sont au programme des Spartiates. Tous les matchs ont lieu contre des équipes de la même division. Avec un aller-retour contre Montpellier, la réception de Chambéry et un déplacement au Mont-Blanc pour finir la préparation.

## Effectif
| No    | Nom                            | Nat. | Position       | Arrivée                                 |
| ----- | ------------------------------ | ---- | -------------- | --------------------------------------- |
| +033, | Florian Gourdin                |      | Gardien de but | 2022 - Sangliers Arvernes de Clermont   |
| +041, | Kilian Guilbaut                |      | Gardien de but | 2021 - Gothiques d'Amiens U20           |
| +008, | Aurélien Chausserie-Laprée – A |      | Défenseur      | 2019 - Étoile noire de Strasbourg       |
| +016, | Marius Ceret                   |      | Défenseur      | 2022 - Dragons de Rouen U20             |
| +022, | Andréa Palat                   |      | Défenseur      | 2022 - Boxers de Bordeaux               |
| +025, | Mahé Forestier                 |      | Défenseur      | Prêt - Rapaces de Gap                   |
| +029, | Léo Faure                      |      | Défenseur      | Prêt - Rapaces de Gap                   |
| +032, | Nicolas Deshaies               |      | Défenseur      | 2023 - retraite                         |
| +043, | Ričards Birziņš                |      | Défenseur      | 2022 - Corsaires de Dunkerque           |
| +054, | Florent Aubé                   |      | Défenseur      | 2022 - sans club                        |
| +066, | Lukáš Blaha                    |      | Défenseur      | 2022 - Hokej Vyškov                     |
| +082, | Colin Morillon – C             |      | Défenseur      | 2020 - Diables rouges de Briançon       |
|       | Loris Chauvin                  |      | Défenseur      | Prêt - Rapaces de Gap U20               |
|       | Louis Cirgues                  |      | Défenseur      | Prêt - Rapaces de Gap                   |
|       | Yohan Coulaud                  |      | Défenseur      | Prêt - Rapaces de Gap                   |
| +007, | Arthur Escallier               |      | Centre         | Prêt - Rapaces de Gap                   |
| +011, | Maxence Bortino                |      | Ailier         | 2022 - Rapaces de Gap                   |
| +013, | Adam Gajarský                  |      | Ailier         | 2022 - SK Horácká Slavia Třebíč         |
| +015, | Maxence Leroux                 |      | Ailier         | 2021 - Pionniers de Chamonix Mont-Blanc |
| +018, | Théo Vialatte                  |      | Ailier         | 2022 - Sangliers Arvernes de Clermont   |
| +020, | Lucas Chautant                 |      | Centre         | 2021 - Éléphants de Chambéry            |
| +021, | Augustin Nalliod-Izacard – A   |      | Centre         | 2020 - Sangliers Arvernes de Clermont   |
| +028, | Artiom Anossov                 |      | Centre         | 2022 - HK Liepāja                       |
| +036, | Maksim Makarov                 |      | Ailier         | 2020 - sans club                        |
| +088, | Maxime Leroux                  |      | Ailier         | 2022 - Coqs de Courbevoie               |
| +093, | Deniss Baškatovs               |      | Ailier         | 2022 - Épinal Hockey Club               |
| +096, | Benjamin Villiot – A           |      | Ailier         | 2017 - sans club                        |
|       | Lucas Colombin                 |      | Ailier         | Prêt - Rapaces de Gap                   |
|       | Paul Joubert                   |      | Centre         | Prêt - Rapaces de Gap                   |
|       | Axel Tarabusi                  |      | Centre         | Prêt - Rapaces de Gap                   |

## Tenues utilisées par l'équipe
| Tenue domicile | Tenue extérieur |

## Statistiques

### Statistiques collectives
| Compétition      | Débute au tour | Termine         | Matches joués | Victoires | Victoires prl/tab | Défaites | Défaites prl/tab | Buts pour | Buts contre | Différence |
| ---------------- | -------------- | --------------- | ------------- | --------- | ----------------- | -------- | ---------------- | --------- | ----------- | ---------- |
| Saison Régulière | -              | -               | 26            | 9         | 3                 | 13       | 1                | 70        | 86          | -16        |
| Play-down        | -              | -               | 6             | 2         | 0                 | 3        | 1                | 17        | 20          | -3         |
| Coupe de France  | Premier tour   | 1/16e de finale | 2             | 1         | 0                 | 1        | 0                | 7         | 5           | +2         |
| Total            | -              | -               | 34            | 12        | 3                 | 15       | 2                | 94        | 101         | -17        |

## Résumé de la saison
L'été aura été marqué par la mise en place de la structure professionnelle. Un changement de statut et d'organisation qui s'en est ressenti sur le plus sportif avec une équipe assez faible. Makarov n'aura été que l'ombre de lui même et malgré ses très bonnes performances dans les cages, Florian Gourdin n'aura pas pu éviter à son équipe de finir à la 11e place en saison régulière synonyme de poule de maintien. Lors de ces 6 matchs pour se sauver, les Spartiates se seront compliqué la tâche et ils finissent même avec le pire bilan sur ces 6 matchs (5 points pris sur 18 possibles). Ils terminent tout de même à la première place de la poule de maintien au bénéfice de bons résultats acquis en première partie de saison contre leurs adversaires directs. En Coupe de France, une élimination anticipée face à Annecy qui évolue pourtant une division en dessous n'aura pas aidé à donner de la confiance à ce groupe.
Un bilan plus que mitigé, aucun des objectifs fixés en début de saison n'ayant été atteint.